# Bärbel Schölzel

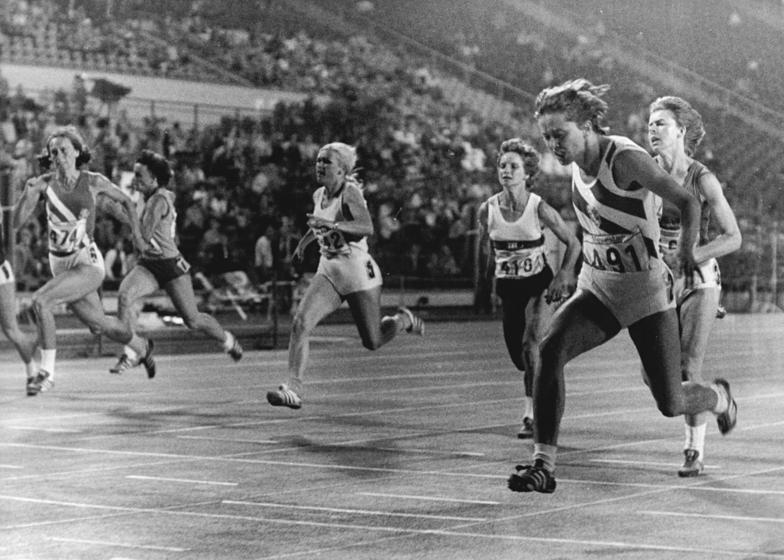
Bärbel Schölzel (Dritte von links) im Jahr 1978

Bärbel Schölzel (* 9. Oktober 1959 als Bärbel Lockhoff) ist eine ehemalige deutsche Sprinterin, die für die DDR startete.
1978 wurde sie bei den DDR-Meisterschaften Dritte über 200 Meter. In der Halle wurde sie 1984 DDR-Meisterin und 1982 Vizemeisterin über 100 Yards, über 60 Meter wurde sie 1982 und 1983 Dritte.
Bei den Halleneuropameisterschaften 1983 in Budapest wurde sie Fünfte über 60 Meter. 
Bärbel Schölzel startete für den TSC Berlin.

## Persönliche Bestzeiten
- 50 m (Halle): 6,31 s, 20. Januar 1980, Berlin
- 60 m (Halle): 7,20 s, 20. Februar 1983, Senftenberg
- 100 m: 11,11 s, 8. Juni 1983, Berlin
- 200 m: 22,65 s, 18. Mai 1980, Erfurt